# Dolná Breznica
Dolná Breznica este o comună slovacă, aflată în districtul Púchov din regiunea Trenčín. Localitatea se află la altitudinea de 296 m deasupra n.m., se întinde pe o suprafață de 8,36 km2 și în 2017 număra 961 de locuitori.

## Istoric
Localitatea Dolná Breznica este atestată documentar din 1388.

## Demografie
| An:                | 1994 | 2004   | 2014    | 2024    |
| ------------------ | ---- | ------ | ------- | ------- |
| Număr de persoane: | 793  | 813    | 911     | 1073    |
| Diferență:         |      | +2,52% | +12,05% | +17,78% |

| An:                | 2023 | 2024   |
| ------------------ | ---- | ------ |
| Număr de persoane: | 1081 | 1073   |
| Diferență:         |      | −0,74% |